# 2007 en combiné nordique
| Années du combiné nordique : 2004 - 2005 - 2006 - 2007 - 2008 - 2009 - 2010    |
| Décennies du combiné nordique : 1970 - 1980 - 1990 - 2000 - 2010 - 2020 - 2030 |

Cette page reprend les résultats de combiné nordique de l'année 2007.

## Coupe du monde
Le classement général de la Coupe du monde 2007 fut remporté, pour la quatrième fois consécutive, par le Finlandais Hannu Manninen. C'est là un record. Il s'impose devant le Français Jason Lamy-Chappuis. Le Norvégien Magnus Moan, deuxième du classement général l'année précédente, est troisième.

### Compétitions parallèles

#### Grand Prix d'Allemagne
Le Grand Prix d'Allemagne, compétition interne à la Coupe du monde, s'est déroulé lors des épreuves de Ruhpolding et Oberstdorf ; cette édition fut la dernière de cette compétition. Il a été remporté par le Finlandais Hannu Manninen devant l'Allemand Sebastian Haseney. L'Autrichien Felix Gottwald, vainqueur en 2002 & 2003, est troisième pour la troisième fois consécutive.

### Coupe de la Forêt-noire
La coupe de la Forêt-noire 2007 fut annulée.

### Festival de ski d'Holmenkollen
Le gundersen de l'édition 2007 du festival de ski d'Holmenkollen n'a pas eu lieu.
Le sprint fut remporté par le Français Jason Lamy-Chappuis devant l'Autrichien Felix Gottwald. Le coureur américain Bill Demong est troisième.

### Jeux du ski de Lahti
L'américain Bill Demong remporte le gundersen des Jeux du ski de Lahti 2007 devant l'Allemand Sebastian Haseney. Le Finlandais Hannu Manninen est troisième.
Le hurricane-start est remporté par le coureur allemand Björn Kircheisen ; l'Autrichien Felix Gottwald est deuxième devant le Français Jason Lamy-Chappuis.

## Championnat du monde

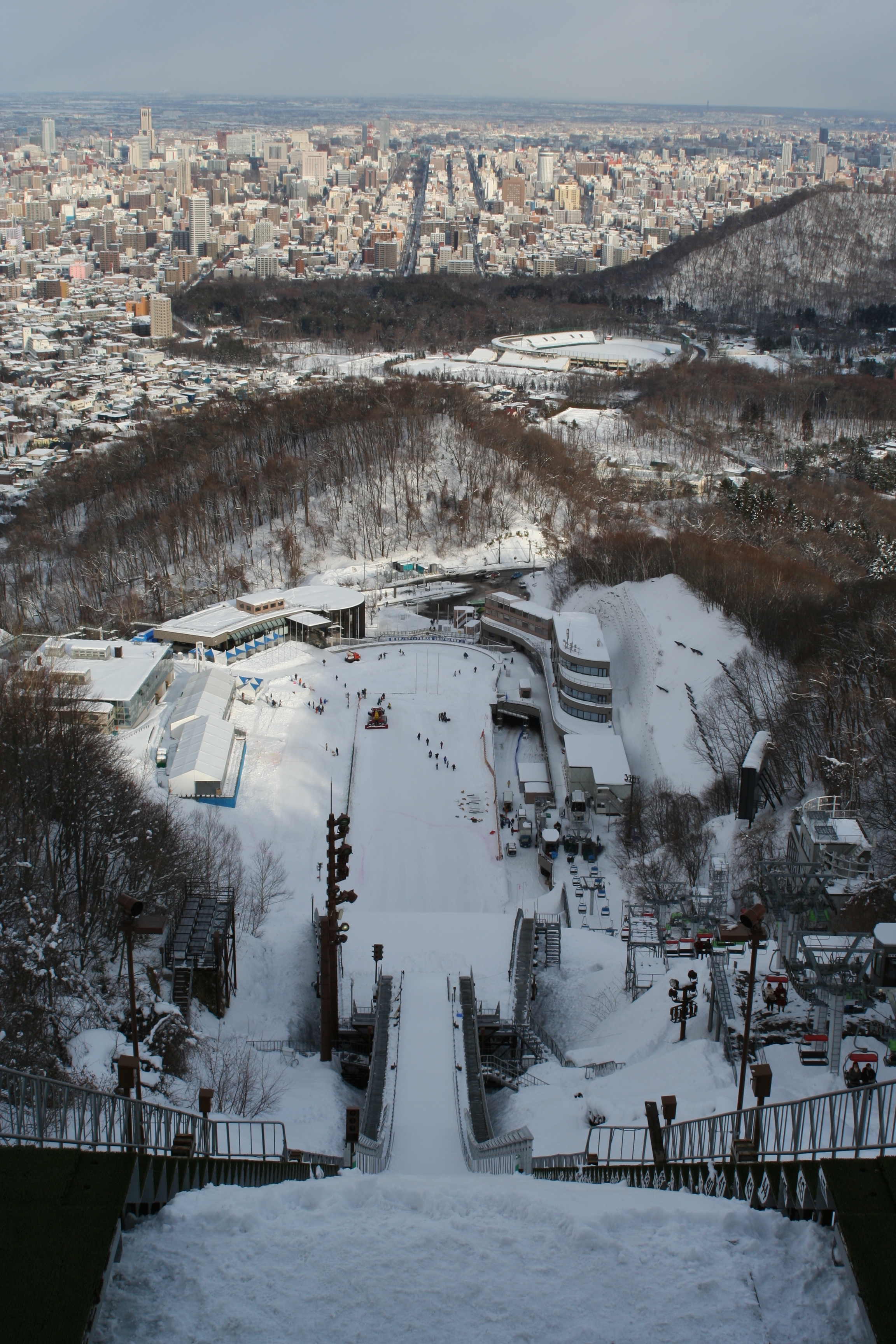
Vue depuis le sommet du tremplin de Sapporo, utilisé lors du championnat du monde.

Le championnat du monde eut lieu à Sapporo, au Japon.
L'épreuve de combiné fut remportée par l'Allemand Ronny Ackermann. Il s'impose devant l'Américain Bill Demong. Le Finlandais Anssi Koivuranta est troisième.
Le sprint est remporté par le Finlandais Hannu Manninen. Il s'impose devant le Norvégien Magnus Moan ; le coureur allemand Björn Kircheisen est troisième.
L'équipe de Finlande, composée de Anssi Koivuranta, Janne Ryynänen, Jaakko Tallus et Hannu Manninen, remporte le relais. L'équipe d'Allemagne (Sebastian Haseney, Ronny Ackermann, Tino Edelmann & Björn Kircheisen) est deuxième devant l'équipe de Norvège (Håvard Klemetsen, Espen Rian, Petter Tande & Magnus Moan).

## Universiade
L'Universiade d'hiver de 2007 s'est déroulée à Turin, en Italie.
Le Gundersen fut remportée par le Tchèque Tomáš Slavík devant le Japonais Yūsuke Minato. Le Russe Konstantin Voronine est troisième.
Le sprint fut le dernier organisé à l'occasion des Universiades d'hiver. Le Japonais Yūsuke Minato a remporté l'épreuve devant l'Allemand Jens Kaufmann tandis que le Tchèque Tomáš Slavík arrivait troisième.
Le relais a été remporté par l'équipe de Russie, composée de Konstantin Voronine, Ivan Fesenko et Sergueï Maslennikov. Elle devance l'équipe de Slovénie (Rok Rozman, Rok Zima (de) & Mitja Oranič). L'équipe du Japon (Takashi Moriyama, Kohei Takao et Yūsuke Minato) est troisième.

## Championnat du monde juniors
Le Championnat du monde juniors 2007 a eu lieu à Tarvisio, en Italie.
Le Finlandais Anssi Koivuranta a remporté le Gundersen devant les Autrichiens Marco Pichlmayer et Alfred Rainer.
Le sprint fut remporté par l'Allemand Eric Frenzel devant le Finlandais Anssi Koivuranta et l'Autrichien Alfred Rainer.
Le relais a vu la victoire de l'équipe d'Autriche, composée par Marco Pichlmayer, Johannes Weiss, Tomaz Druml et Alfred Rainer. L'équipe d'Allemagne (Sebastian Reuschel, Stefan Tuss, Ruben Welde & Eric Frenzel) termine deuxième devant l'équipe de Norvège (Magnus Krog, Ole Martin Storlien, Glenn Arne Solli & Peder Sandell).

## Coupe du monde B
Le classement général de la Coupe du monde B 2007 fut remporté par le Norvégien Einar Uvsløkk devant l'Allemand Steffen Tepel et le Norvégien Mikko Kokslien.

## Grand Prix d'été
Le Grand Prix d'été 2007 a été remporté par le coureur autrichien David Kreiner. Il s'impose devant le Français Jason Lamy-Chappuis, qui lui-même devance l'Allemand Björn Kircheisen.

## Coupe OPA
Le jeune Autrichien Marco Pichlmayer remporte la coupe OPA 2007.